# 青云街当楼
青云街当楼，位于中国广东省佛山市禅城区升平路青云街内，为佛山市市级文物保护单位，类型为近现代重要史迹及代表性建筑，公布时间为1998年4月30日。
青云街当楼的历史年代为民国。